# Yi Kwang-su
Det här är en artikel om en person med koreanskt personnamn; Yi är familjenamnet.
Yi Kwang-su, född 1892 i norra Pyongan, död okänt år i Nordkorea, var en koreansk författare, nationalistisk ledare och intellektuell.
Yi blev föräldralös vid unga år och uppfostrades av släktingar som följde chondoismen. Han var en av de första koreanerna att studera i Japan, bland annat vid Wasedauniversitetet. Under det japanska styret av Korea stod han i spetsen för den moderata nationalistiska strömningen, men efter krigsutbrottet med Kina 1937 framträdde Yi ofta till stöd för den japanska krigsmakten.
Efter Koreas självständighet och delning blev han dömd för "anti-nationella" brott i Sydkorea. 1950 greps han av nordkoreanska styrkor i Koreakriget och fördes till Nordkorea, varefter han försvann från offentligheten. Hans slutgiltiga öde är inte känt.